# Kserkses I

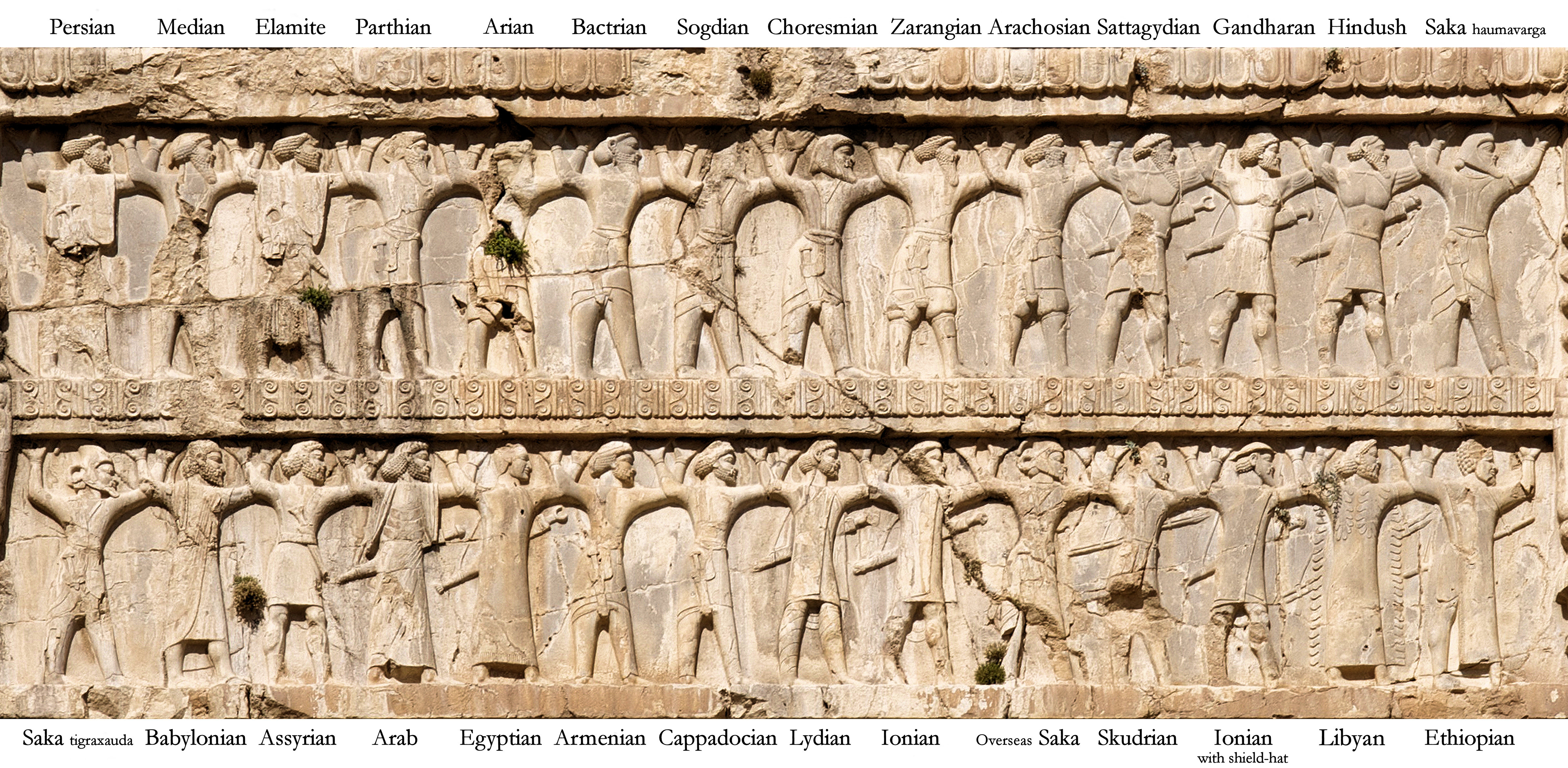
Rzeźba przedstawiająca żołnierzy wywodzących się ze wszystkich narodów perskiego imperium na grobowcu Kserksesa I w Naghsz-e Rostam

Kserkses I (staropers. 𐎧𐏁𐎹𐎠𐎼𐏁𐎠 Xšaya-ṛšā; ur. ok. 518 p.n.e., zm. 465 p.n.e.) – czwarty szachinszach Imperium Achemenidów, rządzący w latach 486–465 p.n.e. Syn i następca Dariusza I Wielkiego. Najbardziej znany z dowodzenia w 480 p.n.e. drugą perską inwazją na Grecję, zakończoną ostatecznie klęską. Kserkses I jest identyfikowany z występującym w biblijnej Księdze Estery perskim królem Aswerusem.

## Etymologia imienia
Greckie Xérxēs (lub łacińskie Xerxes, Xerses) jest transliteracją staroperskiego Xšaya-ṛšā. Pierwsza część imienia xšaya, oznacza „rządzącego”, natomiast ṛšā, to „bohater, człowiek”.

## Życiorys

### Młodość i objęcie tronu
Kserkses I urodził się ok. 518 p.n.e. jako syn władcy perskiego Dariusza I Wielkiego i jego małżonki królowej Atossy, córki Cyrusa II Wielkiego, założyciela Imperium Achemenidów.
Według przekazu Herodota starszy brat Kserksesa, Artabazan, przyszedł na świat przed objęciem rządów przez Dariusza i był zrodzony z młodszej żony, więc nie był brany pod uwagę jako przyszły król. Począwszy od ok. 498 p.n.e. Kserkses mieszkał w królewskim pałacu w Babilonie.
Podczas gdy Dariusz przygotowywał się do kolejnej wyprawy przeciwko Grecji, w 486 p.n.e. wybuchł bunt w Egipcie, spowodowany nałożeniem wysokich podatków i deportacją rzemieślników do budowy pałaców królewskich w Suzie i Persepolis. Dariusz przed wyruszeniem do Egiptu w celu stłumienia rebelii musiał wybrać swojego następcę, bowiem zgodnie z perską tradycją królowi nie wolno było opuścić kraju, pozostawiając go bez władcy. Na swojego sukcesora wyznaczył właśnie Kserksesa. Dariusz zmarł jeszcze w tym samym roku, przed wyruszeniem do Egiptu.

### Stłumienie buntów w Egipcie i Babilonie oraz umocnienie władzy królewskiej
Po wstąpieniu Kserksesa na tron sytuacja w niektórych regionach perskiego imperium była napięta. Sam władca poprowadził armię do Egiptu, gdzie stłumił antyperskie powstanie. Następnie wyznaczył swojego brata Achemenesa na satrapę tego kraju.
W Mezopotamii także panował niepokój. Przynajmniej dwie rewolty w Babilonie skierowane były przeciwko panowaniu Kserksesa. Pierwszy bunt wybuchł w czerwcu lub lipcu 484 p.n.e. i był prowadzony przez człowieka o imieniu Bel-shimanni. Bunt Bel-Shimmaniego był krótkotrwały, dokumenty babilońskie napisane podczas jego panowania dotyczą tylko okresu dwóch tygodni.
Drugi bunt w Babilonie wybuchł dwa lata później pod przywództwem Szamasza-eriby. Począwszy od lata 482 p.n.e. buntownicy, poza samym Babilonem, przejęli kontrolę nad kilkoma pobliskimi miastami, takimi jak Borsippa i Dilbat. Powstanie zostało stłumione ostatecznie dopiero w marcu 481 p.n.e., po długim oblężeniu Babilonu. Dokładna przyczyna niepokojów w Babilonie jest niepewna, mogło to być spowodowane prawdopodobnie podwyżką podatków. We wcześniejszym okresie Babilon zajmował szczególną pozycję w Imperium Achemenidów. Po serii buntów Kserkses przestał tytułować się „królem Babilonu” i podzielił wcześniej dużą satrapię babilońską (obejmującą większość terytorium dawnego państwa nowobabilońskiego) na mniejsze podjednostki. Według starożytnych autorów Kserkses zniszczył fortyfikacje i świątynie Babilonu. Ze świątyni E-sagila miał zabrać wykonany ze złota posąg boga Marduka i nakazać go przetopić, z czym nie zgadza się część współczesnych badaczy historii starożytnego Bliskiego Wschodu.

### Wojna przeciwko Grecji

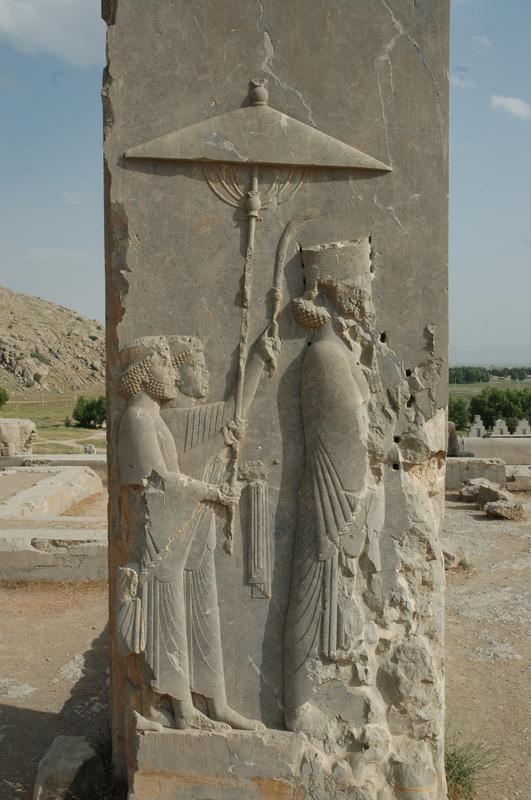
Relief przedstawiający Kserksesa I w ruinach pałacu w Persepolis

Od 483 p.n.e. Kserkses przygotowywał się i zbierał siły do kampanii przeciwko Grecji. W celu przeprowadzenia ogromnych wojsk zbudowano most pontonowy przez Hellespont. W wielonarodowej armii Kserksesa służyli żołnierze pochodzący ze wszystkich stron perskiego imperium, m.in.: Asyryjczycy, Fenicjanie, Babilończycy, Egipcjanie, Żydzi, Macedończycy, Trakowie, Hindusi, Kolchidyjczycy oraz Grecy z wybrzeży Azji Mniejszej i wysp Morza Egejskiego. Wiosną 480 p.n.e. Kserkses wyruszył z Sardes z flotą i armią, wedle współczesnych szacunków liczącą kilkadziesiąt tysięcy ludzi.
Po zwycięstwie w bitwie pod Termopilami wojska perskie zdobyły Ateny, które Kserkses nakazał spalić. W ten sposób Persowie przejęli kontrolę nad całą Grecją kontynentalną na północ od Przesmyku Korynckiego. Wkrótce jednak flota perska poniosła dotkliwą klęskę w bitwie pod Salaminą. Wówczas Kserkses nakazał założyć swoim wojskom obóz zimowy w Tesalii.

Według Herodota, Kserkses obawiając się, że Grecy mogą zaatakować mosty na Hellesponcie i uwięzić jego armię w Europie, postanowił wycofać się do Azji, zabierając ze sobą większą część wojsk. Inną przyczyną odwrotu mogły być ciągłe niepokoje w Babilonie. Perski władca pozostawił w Grecji kontyngent pod dowództwem Mardoniusza, który w 479 p.n.e. poniósł klęskę w bitwie pod Platejami.

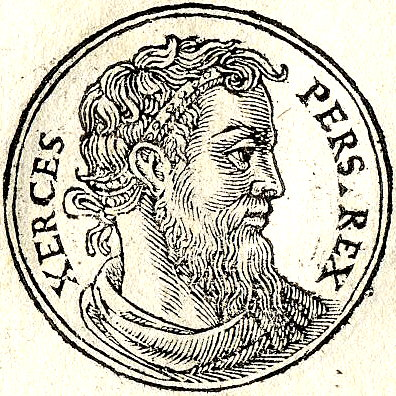
Wizerunek Kserksesa I pochodzący z Promptuarii Iconum Insigniorum

### Dalsze panowanie i śmierć
Po klęsce poniesionej w Grecji Kserkses powrócił do Persji, gdzie nadzorował realizację wielu projektów budowlanych, rozpoczętych jeszcze podczas panowania jego ojca, w Suzie i Persepolis.
W sierpniu 465 p.n.e. Kserkses został zamordowany. Zginął na skutek spisku pałacowego zawiązanego przez komendanta swojej straży przybocznej Artabanosa, marszałka dworu Aspamitresa i zięcia Megabyzosa, prawdopodobnie za wiedzą syna Artakserksesa. Został pochowany w grobowcu królewskim w dolinie Naghsz-e Rostam.

## Życie prywatne i religia
Kserkses za żonę pojął Waszti, a po jej oddaleniu z dworu wybrał za żonę Esterę, opisaną w biblijnej Księdze Estery. Miał kilkoro dzieci z Amestris (utożsamianą z Esterą):
- syn Artakserkses I
- syn Dariusz
- syn Hystaspis
- córka Amytis
- córka Rodugune

Chociaż nie ma ogólnego porozumienia badaczy w kwestii tego, czy Achemenidzi byli wyznawcami zaratusztrianizmu, dobrze wiadomo jednak, że Kserkses I, tak jak jego poprzednicy, wyznawał Ahura Mazdę, którego uważał za najwyższe bóstwo.